# Marta Alonso
Marta Alonso Roldán (Lodosa, Navarra, 1974) es una investigadora española, especializada en oncología pediátrica. Se dedica al estudio de nuevas terapias biológicas para los tumores cerebrales en el Centro de Investigación Médica Aplicada (CIMA).

## Biografía

### Formación
Tras licenciarse en Ciencias Biológicas por la Universidad de Navarra, realizó un doctorado en Ciencias de la Salud (tesis: Análisis y caracterización del proceso de muerte celular inducido por derivados de benzo(b) 1,1 dioxidosulfonamida con actividad antitumoral) y un máster en Educación de la Universidad de Navarra.
Continuó su formación postdoctoral en el MD Anderson Cancer Center (Houston, Texas), donde  permaneció siete años en el laboratorio de los doctores Juan Fueyo y Candela Gómez-Manzano. En 2008 obtuvo un puesto de Junior Faculty.
A finales de 2009 regresó a España, donde lideró su propio grupo de investigación en la Clínica Universidad de Navarra con un contrato Ramón y Cajal.

### Investigación
La doctora Alonso se decantó por la oncología pediátrica, porque los tumores cerebrales infantiles de alto grado son los que más muertes producen dentro de este grupo de población. Dado que la terapia convencional no consigue curar a estos niños y los que se curan sufren graves secuelas, Alonso trabaja para encontrar nuevos tratamientos.
El objetivo de su proyecto de investigación es el desarrollo de nuevas terapias para tumores cerebrales infantiles. Actualmente su equipo trabaja en la investigación de un virus inteligente que es capaz de distinguir las células tumorales de las células normales. De hecho, este virus ya está en la clínica para los adultos y ha dado unos resultados bastante esperanzadores, por eso queríamos probarlo en los niños.
Para la científica navarra, en esta carrera "el principal reto somos nosotras mismas que nos exigimos el 100% en todos los aspectos de la vida y esto no es posible". A una niña interesada en este camino le diría "que es un mundo apasionante, que te llena, pero a la vez está repleto de retos e incertidumbres".
Alonso está utilizando en su investigación un adenovirus, el delta 24-RGD, causante habitual de catarros. Es un agente que no es especialmente virulento, ni tiene apenas efectos secundarios.

### Publicaciones
La doctora Alonso ha publicado más de cuarenta artículos, revisiones y capítulos de libros, presentado los resultados de sus investigaciones en foros internacionales y recibido por ellos varios premios.

## Premios y reconocimientos
- Beca de L'Oréal-UNESCO "For Women in Science" (2013).[11] Para ella, recibir "una bolsa de investigación como las del programa L'Oréal-UNESCO aporta ganas de seguir trabajando. El hecho de que tu trabajo o tu trayectoria sean reconocidos a nivel nacional infunde moral y ganas de seguir adelante. La carrera investigadora está llena de incertidumbres laborales, de búsqueda de financiación para los proyectos, de artículos rechazados... Y un premio como este levanta la moral a cualquiera".[8]
- 'Consolidator grant' del Consejo Europeo de Investigación (2018). La beca está destinada a reforzar su línea de investigación en tumores cerebrales.[5]
- Premio 'Mujer Rural' de la Asociación de Familias y Mujeres del Medio Rural de Navarra (2018)[1]
- Premio “Vanguardia” de la Ciencia 2024, junto al investigador Iker Ausejo Mauleón. Este premio reconoce la investigación mas relevante en ciencia del año 2023 en España. Fueron premiados por sus descubrimientos en el ámbito de nuevas terapias para el tratamiento de los tumores cerebrales pediátricos.[12]
- Premio de Investigación Fundación Dr. Antoni Esteve (2024), junto al investigador Iker Ausejo Mauleón, por un artículo en la revista Cancer Cell en el que confirmaban una posible diana terapéutica contra el cáncer infantil más agresivo, el glioma pontino intrínseco difuso (GPID), un tumor agresivo del tronco encefálico y la principal causa de muerte relacionada con el cáncer pediátrico.[13]
- Premio Diz Pintado de la Fundación del Cáncer de la Universidad de Salamanca.[14]